# HD 125595
HD 125595 é uma estrela na constelação de Centaurus. Com uma magnitude aparente visual de 9,03, tem um brilho baixo demais para ser visível a olho nu. De acordo com dados de paralaxe, do segundo lançamento do catálogo Gaia, está localizada a uma distância de 92,0 anos-luz (28,2 parsecs) da Terra. Sua magnitude absoluta é igual a 6,8.
HD 125595 é uma estrela de classe K da sequência principal (anã laranja) com um tipo espectral de K4V, o que indica que é uma estrela menor, menos brilhante e mais fria que o Sol. Possui uma massa estimada de 74% da massa solar e um raio de 71% do raio solar. Está irradiando 21% da luminosidade solar de sua fotosfera a uma temperatura efetiva de 4 650 K. Sua metalicidade é igual à solar dentro das incertezas. Esta é uma estrela moderadamente ativa e tem um período de rotação de 37 dias, evidenciado por variações periódicas na velocidade radial e nos índices de atividade cromosférica.
Em 2011, foi publicada a descoberta de um planeta extrassolar orbitando HD 125595. O espectrógrafo HARPS coletou 117 dados de velocidade radial da estrela desde novembro de 2004, revelando um sinal periódico causado por um corpo em órbita (espectroscopia Doppler). O planeta tem uma massa mínima de 13,1 vezes a massa da Terra e está próximo da estrela a uma distância de 0,08 UA, levando 9,67 dias para completar uma órbita. Devido à sua massa, ele provavelmente se formou mais afastado da estrela, depois da linha do gelo, e migrou para sua posição atual por interações com o disco protoplanetário.
| Planeta | Massa            | Semieixo maior (UA) | Período orbital (dias) | Excentricidade |
| ------- | ---------------- | ------------------- | ---------------------- | -------------- |
| b       | >13,13 ± 1,34 M⊕ | 0,0809 ± 0,0014     | 9,6737 ± 0,0039        | 0              |